# Etiopia na Zimowych Igrzyskach Olimpijskich 2006
Etiopię na Zimowych Igrzyskach Olimpijskich 2006 reprezentował jeden zawodnik – Robel Zemichael Teklemariam, który był również chorążym swojej reprezentacji. Etiopia po raz pierwszy wystartowała w zimowych igrzyskach olimpijskich. Jest piątym krajem z Afryki, który występował w tej imprezie.

## Wyniki reprezentantów Etiopii

### Biegi narciarskie
W biegach narciarskich podczas igrzysk w Turynie Etiopię reprezentował Robel Zemichael Teklemariam
| Zawodnik                    | Konkurencja             | Wyścig  | Wyścig  |
| Zawodnik                    | Konkurencja             | Wynik   | Pozycja |
| --------------------------- | ----------------------- | ------- | ------- |
| Robel Zemichael Teklemariam | 15 km stylem klasycznym | 47:53.8 | 83      |